# 50 aC

## Esdeveniments
- Els Romans funden la ciutat de Londres

República Romana
- Luci Emili Paulus i Gai Claudi Marcel Menor són cònsols.
- El Senat romà nega a Juli Cèsar el permís per ser cònsol.
- Els romans inventen una peça d'artilleria romana anomenada Scorpio.

## Necrològiques
- Aristòbul II rei de Judea.
- Quint Hortensi Hòrtal: polític i orador romà (nascut 114 aC).